# Wieża ciśnień (Parowozownia Gniezno)
Wieża ciśnień w Gnieźnie wybudowana najprawdopodobniej w 1905 roku na terenie przyległym do nowo powstałej w 1872 roku stacji kolejowej Gniezno, która stała się ważnym punktem w węźle komunikacyjnym Poznań – Toruń. Rosnące natężenie ruchu kolejowego w obrębie węzła Gniezno powodowało wzmożone zapotrzebowanie na wodę. Dotychczas istniejące wieże ciśnień nie były w stanie zapewnić wystarczającej ilości wody do parowozów. Nowa wieża ciśnień stanęła na północ od budynku noclegowni. Budynek otrzymał bryłę grzybka, którego cokół i trzon licowano cegłą, a nadwieszoną głowicę otynkowano. Pojemność zbiornika wynosiła 300 m³. Zasilanie zbiornika wodą zapewniała pompownia parowa zlokalizowana w Dalkach. W latach 1941–1943 zbudowano ujęcie wody wraz z elektryczną stacja pomp w Jankowie Dolnym. Posiadał on możliwość zaopatrywania w wodę zbiornika w wieży na terenie Parowozowni Gniezno. Inwestycja ta umożliwiła zwiększenie rezerw wody, a także odciążyła dotychczasową pompownię w Dalkach.